# Sonate per viola da gamba e clavicembalo di Johann Sebastian Bach

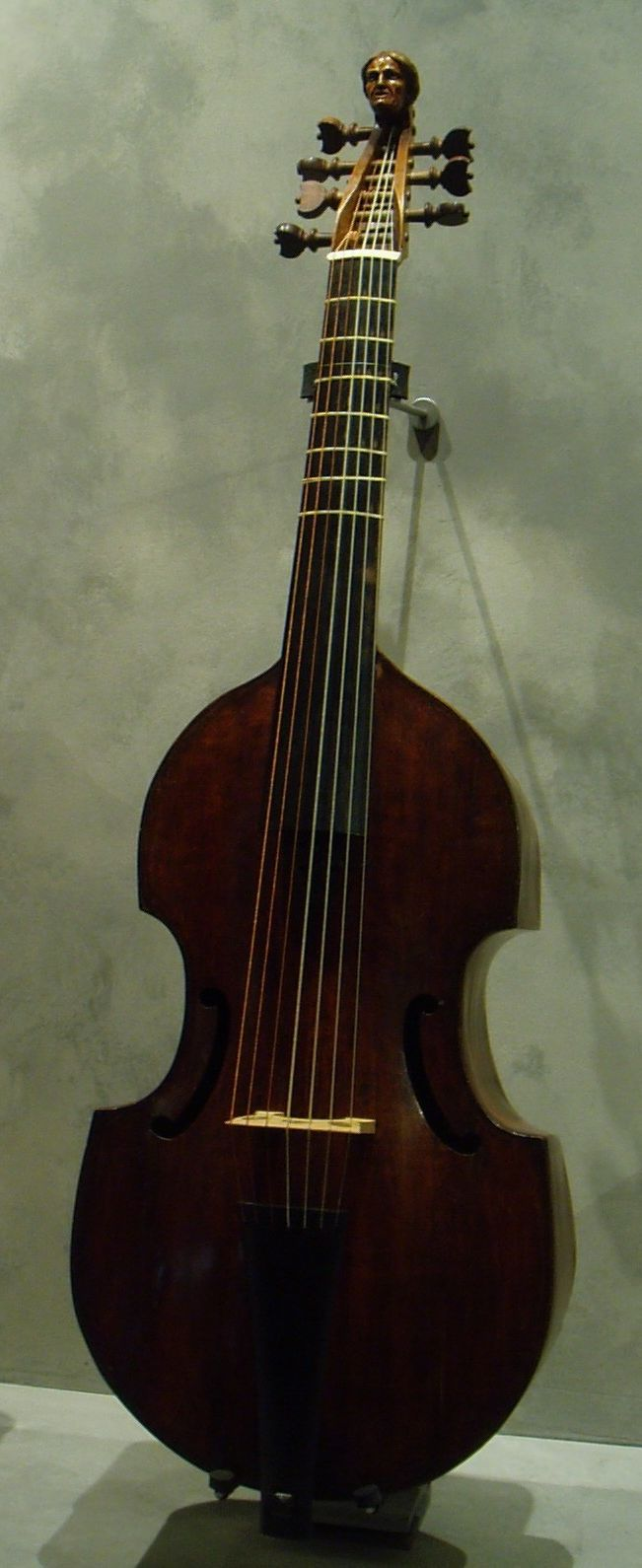
Una viola da gamba

Le sonate per viola da gamba e clavicembalo sono tre sonate  catalogate BWV 1027–1029 di Johann Sebastian Bach. Sono fra le più note composizioni di musica da camera per viola da gamba. Con il declino della viola da gamba nel XIX secolo e XX secolo, queste composizioni furono abitualmente suonate e trascritte anche per altri strumenti, fra cui principalmente il violoncello, la viola e il contrabbasso, entrando anche nel loro repertorio.
Queste sonate sono opere contrappuntistiche a tre voci in cui entrambi gli strumenti (la viola da gamba e le due mani del clavicembalo) partecipano a costruire l'armonia a tre voci.

## Sonate

### Sonata n. 1 in sol maggiore BWV 1027
- Adagio, 12/8, in sol maggiore
- Allegro ma non tanto, 3/4, in sol maggiore
- Andante, c, in mi minore
- Allegro Moderato, ¢, in sol maggiore

### Sonata n. 2 in re maggiore BWV 1028
- Adagio, 3/4, in re maggiore
- Allegro, 2/4, in re maggiore
- Andante, 12/8, in si minore
- Allegro, 6/8, in re maggiore

### Sonata n. 3 in sol minore BWV 1029
- Vivace, c, in sol minore
- Adagio, 3/2, in si bemolle maggiore
- Allegro, 6/8, in sol minore